# آدریانا آپارسیدا کوستا
آدریانا آپارسیدا کوستا (انگلیسی: Adriana Aparecida Costa؛ زادهٔ ۱۶ آوریل ۱۹۸۳) بازیکن فوتبال اهل برزیل است.
از باشگاه‌هایی که در آن بازی کرده‌است می‌توان به باشگاه فوتبال کورینتیانس اشاره کرد.
وی همچنین در تیم ملی فوتبال زنان گینه استوایی بازی کرده‌است.